# 萧惟堂
萧惟堂（?—?），清朝前期反清领袖。顺治十八年（1661年），他在福建建宁聚众反清，改元天顺。被清军镇压。